# Regionalwahl im Piemont 1980
Die Regionalwahl im Piemont 1980 fand am 8. und 9. Juni statt.

## Wahlergebnis
| Listen            | Listen                                        | Stimmen   | %    | Mandate |
| ----------------- | --------------------------------------------- | --------- | ---- | ------- |
|                   | Democrazia Cristiana                          | 956.356   | 32,4 | 20      |
|                   | Partito Comunista Italiano                    | 932.888   | 31,6 | 20      |
|                   | Partito Socialista Italiano                   | 417.763   | 14,2 | 9       |
|                   | Partito Socialista Democratico Italiano       | 176.412   | 6,0  | 3       |
|                   | Partito Liberale Italiano                     | 174.728   | 5,9  | 3       |
|                   | Movimento Sociale Italiano – Destra Nazionale | 117.724   | 4,0  | 2       |
|                   | Partito Repubblicano Italiano                 | 98.155    | 3,3  | 2       |
|                   | Partito di Unità Proletaria per il Comunismo  | 29.656    | 1,0  | 1       |
|                   | Democrazia Proletaria                         | 24.998    | 0,8  | –       |
|                   | Piemont – Lista per Trieste                   | 15.627    | 0,5  | –       |
|                   | Lega Comunista Rivoluzionaria                 | 2.388     | 0,1  | –       |
|                   | Lega Socialista Rivoluzionaria                | 1.143     | 0,0  | –       |
| Gesamt            | Gesamt                                        | 2.947.838 | 100  | 60      |
|                   |                                               |           |      |         |
| Ungültige Stimmen | Ungültige Stimmen                             | 253.320   | 7,9  |         |
| Wähler            | Wähler                                        | 3.201.158 | 91,5 |         |
| Wahlberechtigte   | Wahlberechtigte                               | 3.498.679 |      |         |